# Decima Norman
Clara Decima Norman, po mężu Hamilton (ur. 19 września 1909 w West Perth, zm. 29 sierpnia 1983 w Perth) – australijska lekkoatletka, pięciokrotna mistrzyni igrzysk Imperium Brytyjskiego.

## Życiorys
Nie mogła wystartować w igrzyskach Imperium Brytyjskiego w 1934 w Londynie, ani w igrzyskach olimpijskich w 1936 w Berlinie, ponieważ nie było wówczas organizacji zrzeszającej lekkoatletki z Australii Zachodniej (powstała dopiero w 1937).
Zdobyła pięć złotych medali na igrzyskach Imperium Brytyjskiego w 1938 w Sydney:
- w biegu na 100 jardów, przed swą koleżanką z reprezentacji Australii Joyce Walker i Mildred Dolson z Kanady;
- w biegu na 220 jardów, przed innymi Australijkami Jean Coleman i Eileen Wearne;
- sztafecie 110-220-110 jardów wraz z Coleman i Wearne;
- sztafecie 220-110-220-110 jardów wraz z Coleman, Joan Woodland i Thelmą Peake;
- skoku w dal, przed Ethel Raby z Anglii i Peake.

Przygotowywała się do igrzyskach olimpijskich w 1940 w Helsinkach, lecz nie odbyły się wskutek wybuchu II wojny światowej.
Norman była mistrzynią Australii w biegach na 100 jardów i 220 jardów w 1937/1938 oraz w biegu na 90 jardów przez płotki i w skoku w dal w 1939/1940.
18 marca 1939 w Morrinsville wyrównała rekord świata w biegu na 100 jardów czasem 11,0 s.
Była rekordzistką Australii w biegu na 200 metrów (24,5 s 10 lutego 1938 w Sydney), w
skoku w dal (5,80 m 7 lutego 1938 w Sydney) i w sztafecie 4 × 100 metrów (49,1 s 11 marca 1940 w Perth).
W 1982 została odznaczona Kawalerią Orderu Imperium Brytyjskiego (MBE).